# John Burdett Wittenoom

John Burdett Wittenoom (Newark, 24 oktober 1788 – Perth, 23 januari 1855) was de eerste koloniale kapelaan van de kolonie aan de rivier de Swan.

## Vroege leven
Wittenoom werd in 1788 in Engeland geboren. Zijn vader was Thomas Wittenoom uit Londen. De achternaam Wittenoom heeft hij te danken aan zijn grootouders langs vaderszijde die van Nederlandse afkomst waren.
Wittenoom volgde zijn eerste lessen aan het Winchester College. In 1810 behaalde hij een Bachelor of Arts, en in 1813 een Master of Arts, aan het Brasenose College van de universiteit van Oxford. Wittenoom was vervolgens vijftien jaar lang hoofd van de 'Newark Grammar School'.
Wittenoom huwde Margaret Mary Teasdale met wie hij vijf zonen op de wereld zette. Na haar dood emigreerde hij naar het westen van Australië.

## West-Australië
In juli 1829 werd Wittenoom tot koloniaal kapelaan van de kolonie aan de rivier de Swan benoemd. Hij arriveerde in januari 1830 aan boord van de Wanstead in Fremantle. Wittenoom was vergezeld van zijn moeder, zuster en vier zonen: John Burdett, Henry, Frederick Dirck en Charles.
Wittenoom was de tweede geestelijke die in de kolonie werkzaam werd. Thomas Hobbes Scott was er twee maanden eerder verzeild geraakt, op 28 november 1829, toen hij aan boord van de HMS Succes vanuit Sydney naar Engeland op weg was. De Succes sloeg nabij 'Gage's Roads' op een rots en diende voor herstellingen naar Garden Island gesleept te worden. Scott bouwde een eerste tijdelijk kerkje in de kolonie.
Nadat Scott de kolonie had verlaten, was Wittenoom er vijf jaar lang de enige geestelijke. Hij ging de mis afwisselend in Perth, Fremantle en Guildford voor en ging af en toe naar de overige nederzettingen - tot in Albany. Op zijn eentje kon Wittenoom niet aan alle religieuze behoeften van de kolonisten voldoen en de 'Agricultural Society' vroeg om bijkomende geestelijken.
Wittenoom beperkte zijn werk tot de streek rond Perth nadat in 1836 versterking was gearriveerd. Hij kon zich daardoor ook weer op onderwijs toeleggen. Wittenoom opende een kleine grammar school en gaf privéles aan de kinderen van de enkele welgestelde families die de kolonie rijk was.
Op 3 januari 1839 huwde Wittenoom Mary Watson Helms. Helms kreeg twee dochters en een zoontje dat vroegtijdig stierf. Wittenoom organiseerde thuis muziekavonden en boekbesprekingen.
In 1848 werd hij lid van de eerste onderwijscommissie. Nadat de commissie de 'Board of Education' werd was hij er acht jaar lang voorzitter van.

## Nalatenschap
Wittenoom stierf in West-Australië op 23 januari 1855. In de 'St George's Cathedral' in Perth werd een gedenkteken voor hem geplaatst.
Edith Cowan was Wittenooms kleindochter.

## Trivia
De 'Wittenoom Gorge' in het Hamersleygebergte zou in 1861 door Francis Thomas Gregory naar hem zijn vernoemd.
- Australian Dictionary of Biography: wittenoom-john-burdett-2810
- Trove: 1470971